# Thogsennia lindeniana
Thogsennia lindeniana là một loài thực vật có hoa trong họ Thiến thảo. Loài này được (A.Rich.) Aiello miêu tả khoa học đầu tiên năm 1979.